# Vase d'Anduze
 (avril 2017).
Si vous disposez d'ouvrages ou d'articles de référence ou si vous connaissez des sites web de qualité traitant du thème abordé ici, merci de compléter l'article en donnant les références utiles à sa vérifiabilité et en les liant à la section « Notes et références ».
 (avril 2017).
Améliorez-le ou discutez des points à vérifier. 

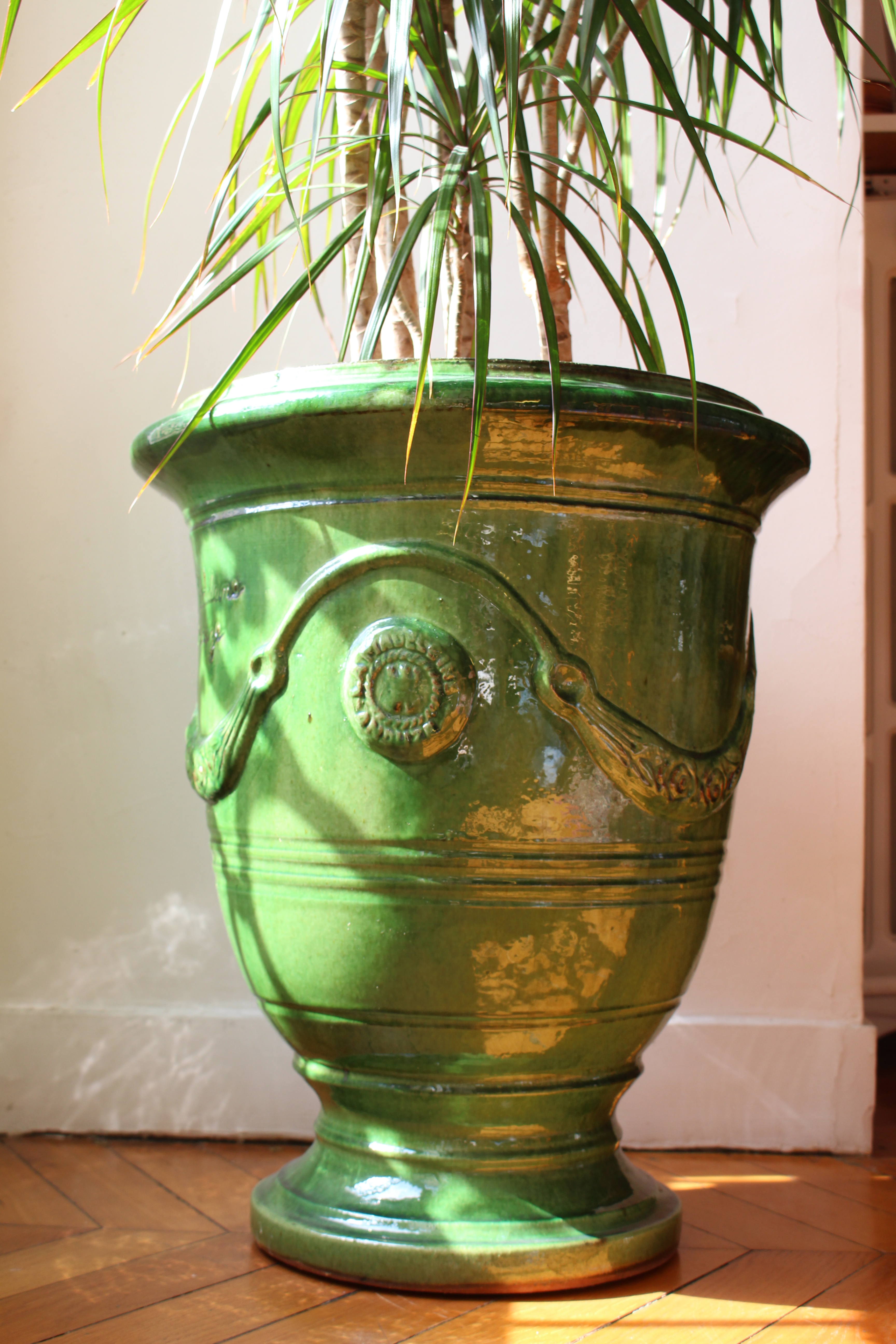
Vase d'Anduze moderne

Un vase d'Anduze est un pot d'ornement de jardin en terre cuite vernissée au pied mouluré pouvant atteindre de grandes tailles, produits dans la ville d'Anduze, et ses alentours, dans le Gard (Occitanie). C'est une spécialité artisanale cévenole. 
Il est l'objet d'une tradition potière locale ayant connu dès la fin du XVIIIe siècle un fort succès. Revenu à la mode ces dernières décennies, il est commercialisé dans tout l’Hexagone et même dans le monde entier.

## Histoire
Les origines tout comme l'essor du vase d'Anduze font l'objet de plusieurs légendes locales telles qu'il serait inspiré des vases italiens de style Médicis ou aurait orné les parcs du château de Versailles au temps du Roi Soleil... En réalité, le vase d'Anduze est né durant la seconde moitié du XVIIe siècle. Il est le fruit des différentes traditions artisanales des potiers de Provence et du Languedoc. Son développement est lié à celui de la production d'agrumes qui nécessitent d'être rentrés l'hiver pour ne pas geler, et par conséquent de ne pas être directement plantés dans le sol. La mode de l'orangerie a contribué à l'essor de la mode du vase horticole d'ornement.
Le premier modèle de pot d'Anduze qui a pu être parfaitement identifié date de 1728 et est l’œuvre de la famille de potiers Gautier, installée dans la ville d'Anduze depuis le XVIe siècle. Néanmoins, l'émergence de ce modèle se fait principalement grâce à l'essor de la production de la famille Boisset à la fin du XVIIIe siècle. Celle-ci, en réalité issue et formée à l'art de la poterie d'Anduze par la famille Gautier, finira par absorber cette dernière au XIXe siècle.
Le XIXe siècle est justement marqué par la spécialisation des potiers languedociens dans les vases de jardins, à l'image de ceux d'Anduze. En effet, ceux-ci connaissent un fort succès, permettant, depuis la Révolution jusqu'en 1880, une prolifération du commerce des pots d'Anduze dans plusieurs provinces françaises et jusque dans les jardins parisiens de l'Empire. Napoléon Ier lui-même s'en fit fournir, comme le prouve une commande retrouvée dans les archives de la famille Boisset, mais ceux-ci, bien que livrés, restèrent impayés.
Si les techniques de fabrication sont toujours restées les mêmes, le vase a connu une légère évolution stylistique en arborant des formes plus élégantes et élancées, tandis que chacun des potiers marquait sa différence dans la forme des guirlandes ornant le vase.
Toutefois, l'engouement pour le vase d'Anduze connaît un déclin au cours du XXe siècle, obligeant la plupart des poteries à en cesser le commerce. Seule la production Boisset se maintient, notamment grâce à sa possession du gisement de terre de Labahou, qui lui évite les coûts de fourniture en argile.
C'est à la fin du XXe siècle que le vase d'Anduze connaît un renouveau avec l'ouverture de nouvelles poteries dans les alentours de la ville. Il est aujourd'hui considéré comme un élément essentiel des jardins méridionaux. Malgré la tradition potière qui existe dans les Cévennes depuis le Ve siècle, cette région a toujours été assez pauvre. La majorité de l'extraction de l'argile de la région servait à la poterie utilitaire, c'est-à-dire à la fabrication de tuiles (qui font encore la spécificité des maisons cévenoles), de canalisations, vaisselles, ustensiles agricoles, etc. Le vase d'Anduze, seule production d'agrément et de luxe, a depuis trois siècles enrichi le terroir et fait la fierté de la région.

## Spécificités
Il existe trois éléments distinctifs du vase d'Anduze : sa forme, ses décors et ses couleurs. Ces particularités lui sont propres, et seules les poteries qui comportent l'ensemble de ses éléments sont qualifiées de vases d'Anduze. Les autres modèles produits à Anduze ne sont pas pour autant qualifiés comme tel dès lors qu'une de ces particularités s'avère manquante.

### Forme
Tout comme le vase de type Médicis, l'autre sorte de pots d'ornement horticoles, le vase d'Anduze arbore une forme de cloche renversée (c'est-à-dire ouverte vers le haut). Ce qui fait cependant sa différence avec le vase Médicis est que la cloche est posée sur un piédouche (un pied mouluré bas de section circulaire) et non sur un piédestal.
Le vase d'Anduze peut aussi faire toute sorte de taille, dans la mesure où il doit pouvoir servir en tant que pot à fleurs (d'une quarantaine de centimètres généralement) comme de vase d'orangeraies, dépassant alors le mètre de hauteur. Il peut aussi adopter des tailles très petites, puisqu'il est même aujourd'hui dévié de sa fonction horticole pour être décliné en pots à crayons ou encore en coquetiers, en tant que symbole culturel de la région.
Certains potiers produisent aussi des dérivés de vases d'Anduze arborant les mêmes décors et couleurs, mais ayant une forme différente, proche de la vasque antique.

### Décors
Le vase d'Anduze se caractérise par la présence de deux guirlandes entourant le vase à mi-hauteur, guirlandes retenues par deux médaillons, garantissant l'authenticité de l'objet.
Si ces éléments sont essentiels à la qualification de vase d'Anduze, chaque potier a adopté au fil du temps un style particulier dans le façonnage des décors. Cela explique la variabilité des détails et des styles entre les différents artisans, permettant une certaine mise en concurrence, mais prouvant aussi que le vase d'Anduze est encore le fruit d'un travail majoritairement manuel.

#### Les guirlandes
Présentes sur les vases d'Anduze dès l'origine, elles sont sûrement inspirées de décors de l'Antiquité romaine qui étaient encore une grande source d'inspiration artistique au XVIIIe siècle. Leur évolution n'est que très légère : elles représentent généralement une lignée de fleurs reliée au bord supérieur du pot. Les premiers vases faisaient figurer une tête de lion qui tenait en sa gueule les liens des guirlandes. Par la suite, les guirlandes se parent d'angelots et de fleurs de lys, avant d'arborer un motif essentiellement floral et de se constituer sous forme d'une guirlande continue et ondulante. Elles se détachent ainsi complètement de l'idée d'un trompe-l’œil représentant des guirlandes naturelles attachées à un pot de terre cuite.

#### Les médaillons
Dès l'origine, les médaillons servaient en réalité de marque de fabrique. Ils furent cependant anépigraphes pendant plusieurs années, n'indiquant donc pas nettement l'origine du vase, qui doit alors être identifiée grâce aux symboles figurant sur les médaillons et faisant office d'emblème de la maison potière productrice.
Peu à peu les médaillons se distinguent les uns des autres : certains arborent les initiales entrelacées du potier, d'autres comportent une légende circulaire entourant un motif central (généralement les armes de la ville d'Anduze). Certains, encore plus compliqués, représentent la signature du potier sur une draperie ou un cuir encadré de rameaux floraux.
Une autre tradition consiste à ne rien faire figurer d'autre qu'un décor simple dans le médaillon, généralement représentatif de la ville de production (les armes d'Anduze, la tour du château de Tornac, etc.), et de graver la signature ou le lieu de production directement dans la terre du vase, au niveau de la panse, avant sa cuisson. C'est aujourd'hui la méthode la plus courante.
Les médaillons, à l'origine placés sur les espaces vides de la panse du vase et au-dessus des guirlandes, sont maintenant situés à mi-hauteur du pot, sous l'une des ondulations de la guirlande.

#### Les autres détails
La plupart des vases, notamment les modèles plus récents, sont ornés d'une bande de stries horizontales marquant le courbe de la cloche. De plus, certains modèles inspirés des plus anciens arborent une fleur de lys en guise de médaillons supplémentaires.

### Couleurs
C'est notamment grâce à ses couleurs que le vase d'Anduze est immédiatement reconnaissable : le jaune ocre, le vert et le brun. À l'origine, il se pare d'un vernis flammé. Si les premiers potiers respectaient un code couleur particuliers (le jaune pour le pot lui-même, le brun pour les guirlandes et le vert pour l'écusson), cette tradition s'est rapidement éteinte au profit d'un dégradé de ces trois couleurs sur le pot, sous forme de coulures de vert et de brun sur le jaune.
Ces coulures sont en réalité dues aux oxydes minéraux, notamment de cuivre et de manganèse, présents dans le vernis, qui réagissent avec l'engobe, lui-même composé de sulfure de plomb. La manipulation exacte de ces éléments pour obtenir la couleur spécifique du vase lors de la cuisson est généralement gardée secrète par les potiers.
Le vase d'Anduze est donc en principe toujours verni afin d'arborer les couleurs qui lui sont propres, et n'est jamais commercialisé brut (quelques potiers proposent à la vente un modèle où seuls certains détails, tels que la guirlande, sont vernis, le reste du pot étant blanchi lors de l'engobage, étape précédant la pose du vernis).
Aujourd'hui, les potiers déclinent les fameuses teintes du vase d'Anduze avec des pots de couleurs unies et variées (bleu, rouge, vert...) en utilisant toujours cette même technique lors de l'émaillage.

## Techniques de fabrication
La fabrication des vases d'Anduze relève des techniques traditionnelles de production de poteries et céramiques, même si son déroulement s'est ritualisé. Il se fait en sept étapes.

### La préparation de l'argile
Une poterie d'Anduze utilise en moyenne 300 à 400 tonnes d'argile par an. Seule l'entreprise Les Enfants de Boisset possède un gisement de terre, qui l'oblige à ajouter le travail de la terre avant utilisation. L'artisan commence par rendre la terre suffisamment malléable et homogène pour permettre la mise en forme des objets.

### Façonnage
Il existe quatre techniques de modélisation des pots d'Anduze. Les vases sont en principe réalisés en deux parties : la cloche et le pied, qui sont ensuite assemblés manuellement. La technique du tournage consiste à façonner le vase à partir d'une boule d'argile posée sur un tour : cela nécessite de la part du potier une grande adresse et de l'habitude car le vase doit prendre forme en un temps réduit et grâce aux pressions effectuées sur l'argile par les mains de l'artisan. Toutefois, il est de plus en plus fréquent que le vase soit, par l'utilisation de cette technique, réalisé en une seule pièce, notamment pour les petits et moyens modèles.
La technique du calibrage est la seule à ne pas être entièrement manuelle puisque la cloche est réalisée dans un moule dans lequel est placée l'argile, étalée de manière homogène sur les parois par une machine, la calibreuse. Le pied, en revanche, est toujours façonné par les mains du potier. Cette technique est utilisée pour la fabrication des plus gros modèles de vases d'Anduze.
L'estampage est une technique identique à celle du calibrage à la seule différence que ce n'est pas une calibreuse qui répartie la terre pour former le vase, mais le potier lui-même.
Le tournage à la corde, enfin, est une technique très ancienne et rarement utilisée qui consiste à enrouler une corde autour d'une armature en bois, puis à étaler à la main la terre sur la corde. Une fois l'argile sèche, la corde peut être retirée.
Lorsque la cloche et le pied sont façonnés, il faut encore les assembler, avant d'ajouter les décors.

### Décoration
Chaque poterie réalise des moules en plâtres dans lesquels sont formés les guirlandes et médaillons qui en font généralement la marque de fabrique. Lorsque le façonnage est terminé, ils sont ajoutés à la main par le potier grâce à de la barbotine, c'est-à-dire de l'argile diluée dans l'eau afin de servir de colle. Le potier grave de plus dans l'argile les stries ainsi que la signature de l'atelier.

### Engobage
Après avoir façonné, décoré et signé le vase, le potier le recouvre d'une engobe composée d'argile blanche afin de neutraliser la couleur trop rouge de la terre, et permettant aux couleurs typiques du vase d'Anduze d'apparaître avec le vernissage.

### Séchage
Le vase formé, il faut alors le laisser sécher plusieurs semaines. Selon la saison et la météo, certaines poteries usent de séchoirs, ou laissent cette étape se faire à l'air libre. Celle-ci peut paraître accessoire, négligeable, mais il faut savoir qu'un vase mal séché présente un risque d'éclatement lors de la cuisson. C'est donc une étape à part entière qui nécessite elle aussi un réel savoir-faire.

### Émaillage
Cette étape consiste à recouvrir le pot sec d'un émail majoritairement composé d'un oxyde réfractaire formateur de l'effet vitreux de la terre cuite. Les différentes teintes sont obtenues grâce aux réactions des éléments chimiques ajoutés à l'émail lors de la cuisson. Chaque atelier garde secrètes les recettes permettant d'obtenir les différentes couleurs de vernis qui se révèleront lors de la cuisson.

### Cuisson
Aujourd'hui, la cuisson des pots de terre dure environ 48 heures. Les fours utilisés sont des fours à gaz, qui ont remplacé les fours à bois utilisés pour les premiers vases d'Anduze. La température monte lentement pour atteindre les 1000° avant de redescendre doucement.
Les vases ainsi prêts sont ensuite exposés pour être mis à la vente.

## Le marché du vase d'Anduze
Ce marché ne connaît qu'un nombre restreint d'artisans potiers possédant le savoir-faire de la fabrication des vases d'Anduze. Deux générations de potiers se sont succédé : les familles potières d'origine ayant perpétué la tradition du vase d'Anduze sur plusieurs siècles, et les entreprises actuelles ayant permis la renaissance de celui-ci.

### Les premiers potiers d'Anduze
Les fabricants de ces pots étaient principalement installés à Anduze, avec huit entreprises familiales présentes. Les plus anciennes étaient bien entendu les Gautier et les Boisset, mais se sont ajoutées à elles les dynasties Caulet, Trouvat, Bourguet, Castanet, Faucher et Rodier. Les familles Clauzel s'établirent à Tornac tandis que les Favier et Dupas s'implantèrent à Saint-Jean-du-Gard. Seule l'entreprise Boisset persista.

### Les potiers actuels
Depuis les années 1980, il existe une dizaine de poteries produisant des vases d'Anduze. Elles se répartissent sur les communes d'Anduze, Tornac, Massillargues-Atuech, Lézan, Boisset & Gaujac, et ce jusqu'à Alès. Une partie de ces entreprises bénéficient d'un label de commercialisation Entreprise du Patrimoine Vivant (EPV), tandis que d'autres ont reçu qualité d'Artisans de métiers d'Art.
Le label EPV est une distinction accordée par l’État aux entreprises françaises artisanales ou industrielles d'excellence. Cette reconnaissance, créée par la loi du 2 août 2005 en faveur des petites et moyennes entreprises, se fonde sur des critères exigeants et permet une valorisation de l'entreprise, tout en offrant des avantages fiscaux afin d'assurer une plus grande liberté d'innovation.
De plus, le vase d'Anduze fait partie, depuis l'entrée en vigueur de la loi du 17 mars 2014 relative à la consommation, des traditions artisanales protégées par une Indication géographique (IG).

## Le vase d'Anduze à partir des années 1990
Le vase d'Anduze est le fruit d'un engouement touristique local. Il fait l'objet de quelques festivals de la région consacrés plus largement à la poterie et à la céramique, et ayant lieu durant la période estivale (période la plus touristique pour la région). Ces événements proposent de nombreuses animations allant de la démonstration de la fabrication d'un vase d'Anduze, aux ateliers proposant de créer sa propre céramique. Ils permettent de plus aux petits artisans céramistes de la région de présenter leurs produits et de se faire connaître du public.
Si en France, l'intérêt culturel pour le vase d'Anduze est limité à sa région, son commerce s'étend pourtant de plus en plus tant en France qu'à l'étranger. En effet, il n'est plus rare d'en voir à certaines terrasses de restaurants parisiens ou dans les parcs et jardins européens.
Sa renommée dans la décoration horticole de luxe est telle que début 2017, l'une des poteries de la région a accepté une commande de 93 vases d'Anduze de très grande taille à destination des jardins du prince d'Arabie saoudite, à Riyad.